# Chaetodipus rudinoris
Chaetodipus rudinoris — вид гризунів родини Heteromyidae. Вид зустрічається в південній Каліфорнії, Нижній Каліфорнії та на островах Каліфорнійської затоки.

## Середовище проживання
Передбачається, що цей вид має загалом подібне середовище проживання та екологію до Chaetodipus baileyi, який зустрічається в пустелях, на межі між піщаними рівнинами та скелястими схилами, і асоціюється з кущами або невеликими деревами.

## Екологія
Цей гризун найчастіше шукає їжу в укриттях багаторічних рослин і змінює свою поведінку у відповідь на ризик хижацтва з боку сов. У присутності сов особини здійснюють крадькома, короткі подорожі в небезпечні відкриті місця між чагарниками, особливо коли місяць світить. Вид поодинокий, веде нічний спосіб життя, живе в норах, їсть переважно насіння, яке жадібно запасає, і йому не потрібно пити воду. Він також надзвичайно повільно збирає насіння з піску. Розмноження контролюється кількістю опадів.